# Joseph Weingartner
Pour les articles homonymes, voir Weingartner.
Joseph Xaver Weingartner, né le 29 mai 1810 à Lucerne, et mort le 24 octobre 1884 dans sa ville natale, est un portraitiste, miniaturiste et lithographe suisse.

## Biographie

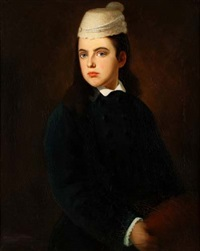
Portrait d'Emilie Döpfner (n. d.).

Joseph Weingartner naît le 29 mai 1810 à Lucerne.
Il étudie dans sa ville natale. Oncle du peintre lucernois de façades et de murs Seraphin Xaver Weingartner, il étudie à partir de 1828 chez Karl Ferdinand Sohn à Düsseldorf. Le 23 avril 1829, il s'inscrit en peinture à l'Académie royale des beaux-arts de Munich.
Il séjourne ensuite pendant plusieurs années à Naples, en Sicile, à Malte, à Tunis et à Constantinople, puis à Saint-Pétersbourg et à Moscou entre 1834 et 1857, et enfin à Munich et à Vienne.
En 1868, il expose à Vienne et il passe également quelque temps en Turquie et en Union soviétique (Russie). Vers 1869, il s'installe à nouveau à Lucerne.
Joseph Weingartner meurt le 24 octobre 1884.